# NGC 1226
NGC 1226 је елиптична галаксија у сазвежђу Персеј која се налази на NGC листи објеката дубоког неба.
Деклинација објекта је + 35° 23' 11" а ректасцензија 3h 11m 5,4s. Привидна величина (магнитуда) објекта NGC 1226 износи 13,0 а фотографска магнитуда 14,0. NGC 1226 је још познат и под ознакама UGC 2575, MCG 6-8-1, CGCG 525-2, CGCG 524-61, PGC 11879.